# Anna Kiełbasińska
Anna Kiełbasińska (Warschau, 26 juni 1990) is een Poolse sprinter die eerst voornamelijk 100 meter en 200 meter liep en daarna overstapte naar de 400 meter. Op de Olympische Zomerspelen 2020 won Kiełbasińska de zilveren medaille tijden de 4×400 meter estafette vrouwen. Daarnaast werden er verschillende medailles gewonnen op de 4×400 meter estafette tijdens kampioenschappen met als hoogtepunten de individuele bronzen medailles tijdens de Europese kampioenschappen atletiek 2022 en Europese kampioenschappen indooratletiek 2023 beide op de 400 meter. In 2024 stopte Kiełbasińska mede door blessureleed.

## Levensloop
Kiełbasińska begon haar carrière met de kortste afstanden de 100 meter en 200 meter en 4 × 100 meter estafette. Tijdens de Europese juniorenkampioenschappen mocht het maar steeds niet lukken, met verschillende finale plaatsen, maar geen medailles. Tijdens de Europese kampioenschappen junioren in 2009 waren dan de zilveren medaille op de 4 × 100 meter estafette en bronzen medaille op de 200 meter. Twee jaar later werd Kiełbasińska Europees kampioen onder 23 jaar op de 200 meter en won brons op de 100 meter.
Het eerste grootte seniorentoernooi was de Wereldkampioenschappen atletiek 2011. Het toernooi was van korte door en Kiełbasińska strandde in de series op de 200 meter. De 4×400 meter estafette liep een diskwalificatie op. Het jaar daarna op de Olympische Zomerspelen 2012 kwam Kiełbasińska weer niet door de series en eindigde als eenendertigste.
In 2014 deed ze mee aan de 60 meter tijdens de Wereldkampioenschappen indoor in haar geboortestad Sopot, waar ze in de halve finale werd uitgeschakeld met een tijd van 7,31 seconden. Vervolgens werd ze zesde in de B-finale van de 4 x 100 meter estafette tijdens de eerste World Relays in Nassau, waarin ze finishte in 44,59 seconden. Op de IAAF WK Estafette van 2015 slaagde ze er niet in de voorronde te halen, maar kwalificeerde zich datzelfde jaar opnieuw voor de Wereldkampioenschappen op de 200 m. Daar werd ze in de halve finale uitgeschakeld met een tijd van 23,07s. Ook de finale met het estafetteteam miste ze met een tijd van 43.20s. Op de 4x400 meter estafette eindigde ze als vierde in een tijd van 3:35.37 min. Het jaar daarop werd ze bij de Europese kampioenschappen atletiek 2016 uitgeschakeld in de halve finale op de 200 m met een tijd van 23,36 s en eindigde ze als zesde op de 4 x 100 m estafette met een tijd van 43,24 s. Op de  werd ze vervolgens uitgeschakeld met een tijd van 22,95 seconden op de eerste ronde van de 200 m en ook op de estafette kwam ze niet verder dan de voorronde met een tijd van 43,33 seconden.

## Persoonlijke records
| Onderdeel      | Prestatie | Locatie           | Datum            |
| -------------- | --------- | ----------------- | ---------------- |
| 100 m          | 11,22 s   | Chorzów           | 5 juni 2022      |
| 200 m          | 22,76 s   | La Chaux-de-Fonds | 14 augustus 2021 |
| 400 m          | 50,28 s   | Parijs            | 18 juni 2022     |
| 60 m (indoor)  | 7,21 s    | Toruń             | 30 januari 2021  |
| 200 m (indoor) | 23,02 s   | Toruń             | 29 januari 2023  |
| 400 m (indoor) | 51,10 s   | Ostrava           | 3 februari 2022  |

## Belangrijkste prestaties
| Jaar | Toernooi          | Plaats    | Onderdeel         | Resultaat |
| ---- | ----------------- | --------- | ----------------- | --------- |
| 2011 | EK U23            | Ostrava   | 200 m             | Goud      |
| 2020 | Olympische Spelen | Tokio     | 4×400 m estafette | Zilver    |
| 2022 | EK                | München   | 400 m             | Brons     |
| 2022 | EK                | München   | 4×100 m estafette | Zilver    |
| 2022 | EK                | München   | 4×400 m estafette | Zilver    |
| 2023 | EK indoor         | Istanboel | 400 m             | Brons     |